# Joachim Vadian

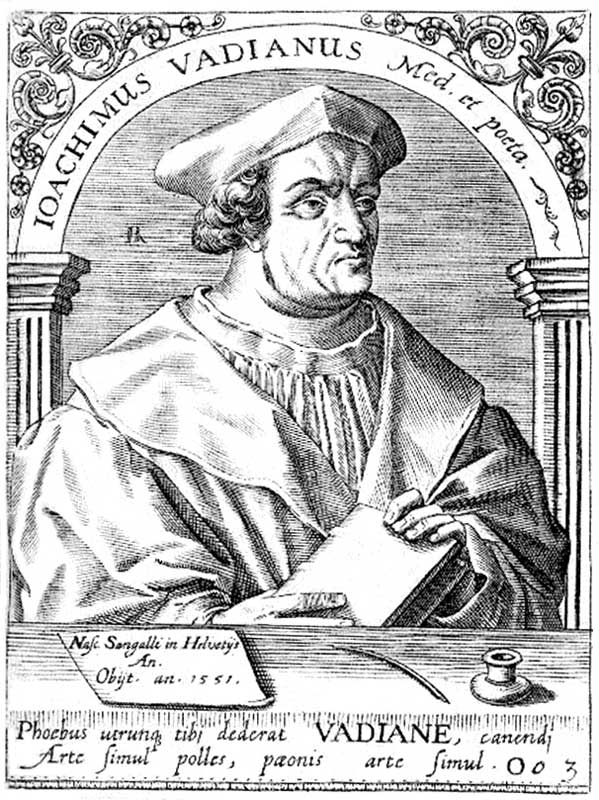
Kupferstich von Vadian

Joachim Vadian (Humanistenname Vadianus, eigentlich Joachim von Watt; * 29. November 1484 oder eher am 1. Dezember 1483 (siehe unten) in St. Gallen; † 6. April 1551 ebenda) war ein Humanist, Mediziner und Gelehrter sowie Bürgermeister und Reformator der Stadt St. Gallen.

## Leben

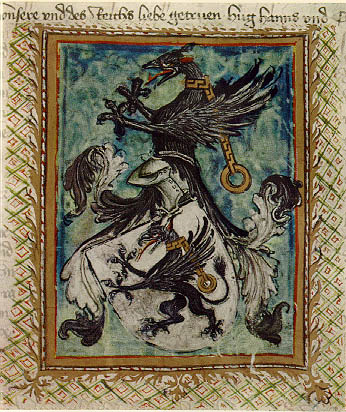
Wappen der Familie von Watt

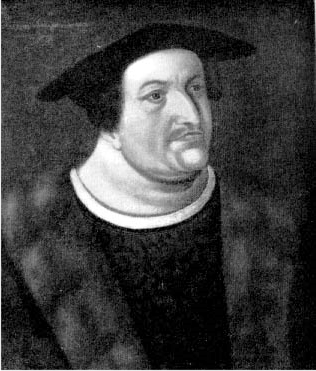
Portrait von Vadian

Vadian wurde vermutlich nicht am 29. November 1484, sondern eher am 1. Dezember 1483, wie neuere Forschungen zeigen, in der damaligen Reichsstadt St. Gallen als Joachim von Watt geboren. Er entstammte einer reichen und einflussreichen Familie, die vom Handel mit Leinen lebte. Sein Vater hiess Lienhard von Watt, er war Kaufmann, Ratsherr und Teilhaber der Diessbach-Watt’schen Handelsgesellschaft; und seine Mutter war Magdalena Thalmann, eine Tochter des Ulrich Thalmann, der Kanzler des sankt-gallischen Abtes war.

### Student und Professor in Wien
Joachim Vadian besuchte die Lateinschule in St. Gallen. Ab Ende 1501 studierte er als erster der Familie an der Universität Wien (u. a. beim Humanisten Conrad Celtis). Er nannte sich nun Vadianus, damit deutete er sein Interesse und seine Begeisterung für die lateinische Sprachkultur und den Humanismus an. Während der Pestepidemie von 1506 und 1507 flüchtete er nach Villach in Kärnten. Er unterrichtete dort als Lehrer, besuchte Musikunterricht und verlebte einige Zeit im Benediktiner-Stift Ossiach. Damals führte ihn eine Studienreise nach Trient, Venedig und Padua, wo er unter anderem vom irischen Professor Mauritius Hibernicus († 1513) stark beeinflusst wurde.
1509 schloss Vadian seine Wiener Studien als Magister ab. Er kehrte nach St. Gallen zurück, wo er sich intensiv mit der Stiftsbibliothek befasste. Kurze Zeit später folgte die Rückkehr nach Wien, wo er sich einen Namen mit seinen Schriften, Editionen und lateinischen Dichtungen machte.
Ab 1512 war Vadian Inhaber des Lehrstuhls für Poetik an der Wiener Universität, vermutlich im Rahmen des von Celtis initiierten Poetenkollegs. 1513 reiste er ins ungarische Buda. Am 12. März 1514 wurde er durch Kaiser Maximilian I. in Linz zum poeta laureatus gekürt, nicht zuletzt weil er ein begabter und kompetenter Redner war. An der internationalen Fürstenkonferenz in Wien 1515 fiel Vadian die Ehre zu, die Begrüssungsansprache an den König von Polen zu halten. 1516 wurde er zum Dekan ernannt, im Wintersemester 1516/17 zum Rektor. Er unterhielt enge Kontakte zu zeitgenössischen Musikern wie Ludwig Senfl.
In den folgenden Jahren studierte Vadian Medizin sowie Naturwissenschaften, speziell auch Geographie und Geschichte. Georg Tannstetter (Collimitius), ein Mathematiker, Astronom und Mediziner, war dabei sein Hauptlehrer. 1517 schloss Vadian sein Medizinstudium als Doktor ab. Aus seinen Wiener Vorlesungen erwuchsen etwa 20 Publikationen, meist kommentierte Ausgaben antiker Autoren, so zum römischen Geografen Pomponius Mela. Er vertrat darin auch die Kugelgestalt der Erde.

### Stadtarzt, Bürgermeister und Reformator in St.Gallen
1518 verlegte Vadian seinen Lebensmittelpunkt wieder zurück nach St. Gallen. Auf der Rückreise besuchte er unter anderem Leipzig, Breslau und Krakau, wo er sich mit zahlreichen humanistischen Freunden traf. Mit den Luzerner Humanisten Johannes Ludwig Zimmermann (Xilotectus) und Oswald Myconius und seinem Schüler Konrad Grebel kletterte Vadian trotz Warnungen im gleichen Jahr auf den Pilatus bei Luzern.
Er wurde in St. Gallen für 50 Gulden als allgemeiner Ratgeber angestellt, und er nahm die Aufgaben eines Stadtarztes wahr. Er behandelte die Menschen gemäss seinen universitären Kenntnissen von Wien, die von der arabisch-lateinischen Lehrtradition geprägt waren. 1519 heiratete er Martha Grebel, eine Tochter des Jakob Grebel und Schwester des Konrad Grebel. Sie wohnten im Haus zum tiefen Keller in den Hinterlauben. Dort wurde ihr einziges Kind, die Tochter Dorothea geboren, die später den Tuchhändler Laurenz Zollikofer heiratete. 
In St. Gallen bemühte sich Vadian um die Förderung des Humanismus und wurde bald einmal von der Bewegung der Reformation erfasst, insbesondere durchs Lesen der Schriften Martin Luthers und durch seinen Zürcher Freund Ulrich Zwingli, den Wegbereiter der Reformation in der Schweiz. Der Briefwechsel mit Zwingli und andere Schriften zeigen ab 1522 deutliche Kritik an der katholischen Kirche und am Primat des Papstes.
1521 nahm Vadian nach dem Tod seines Vaters Einsitz im St. Galler Stadtrat und konnte sich als einflussreiches Mitglied etablieren. In dieser Funktion förderte er die Verbreitung der reformatorischen Gedanken und wurde durch seine Vorträge als Anhänger der Reformation bekannt. 1523 wurde er Präsident der 2. Zürcher Disputation und 1528 der Berner Disputation.
Anfang 1526 wurde Vadian zum Bürgermeister der Stadt St. Gallen gewählt, ein Amt, das er danach im Dreijahresturnus innehatte. Er führte in den folgenden Jahren die Reformation durch, insbesondere auch im Kloster St. Gallen. Der Versuch, die 1529 im Ersten Kappeler Landfrieden erlangten Vorteile für die Aufhebung des Klosters zu nutzen, scheiterten 1531. Das Kloster blieb Nachbar in der Stadt und dessen Abt ein Gegenspieler Vadians. Als politisch und geistig führende Persönlichkeit konnte er der Stadt St. Gallen die Selbstständigkeit sichern und auch den reformierten Glauben bewahren. 
In der eidgenössischen Politik wirkte er mehrmals als Gesandter an der Tagsatzung; noch 1549 war er als Obmann des eidgenössischen Schiedsgerichts tätig. Vadian genoss für den Rest seines Lebens als Reformator grosses Ansehen in der Schweiz sowie im deutschsprachigen Ausland und wurde für sein diplomatisches Geschick geschätzt, das er bei vielen Konflikten religiöser und politischer Natur vorteilhaft einsetzen konnte. Er stand mit vielen Persönlichkeiten in Briefkontakt, so waren Heinrich Bullinger in Zürich, Johannes Comander in Chur und Oswald Myconius in Basel seine wichtigsten Korrespondenten. Es sind um 1'850 Briefe von und an Vadian erhalten.
Während der kurzen Zeit der Aufhebung des Klosters St. Gallen 1527–1532 standen ihm dessen Archiv und Bibliothek längere Zeit zur Verfügung. In Erwartung, dass die Stadt an die Stelle des Klosters trete, verfasste er 1529–1532 die Grössere Chronik der Äbte, die den Zeitraum 1199–1491 umfasste, formal in der Tradition der klösterlichen Geschichtsschreibung stand, aber inhaltlich mit ihr brach und sich sprachlich an ein breiteres Publikum richtete. Nach der Niederlage der Reformierten in dem Zweiten Krieg von Kappel 1531 legte Vadian dieses Werk 1532 unvollendet beiseite. Historische und theologische Forschungen mit Schwergewicht auf der regionalen Geschichte sowie auf der Kirchengeschichte trieb er weiterhin. Seine Werke aus dieser zweiten Lebensphase blieben weitgehend ungedruckt. Seine Texte wie die Kleinere Chronik der Äbte für die Schweizer Chronik von Johannes Stumpf, die 1547–1548 gedruckt wurde, wurden stark gekürzt und auf seinen Wunsch anonym publiziert.
Am 6. April 1551 starb Vadian in St. Gallen.

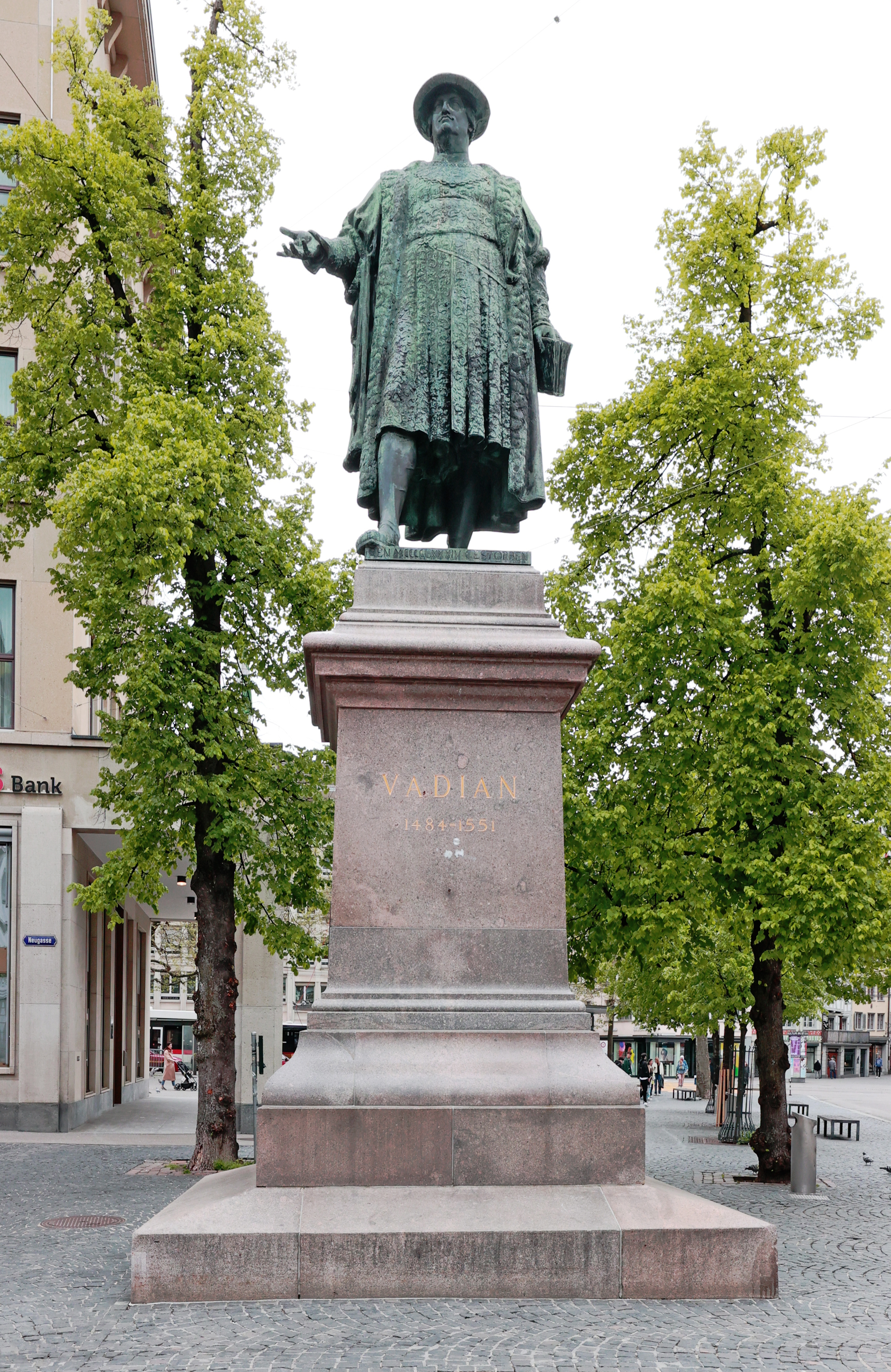
Vadiandenkmal von Richard Kissling, 1904, Marktplatz in St. Gallen

## Denkmal
Im Zentrum von St. Gallen erinnert heute ein Denkmal beim Marktplatz an Leben und Wirken Vadians. Das überlebensgrosse bronzene Standbild wurde 1904 vom Schweizer Bildhauer Richard Kissling gestaltet. 2013 bis 2014 wurde die 2,8 Tonnen schwere Statue restauriert.

## Nachwirkung
Die Kantonsbibliothek St. Gallen trägt den Zunamen «Vadiana». Sie bewahrt auch die Handschriftensammlung Vadians und seine Privatbibliothek im Umfang von 1'250 Titeln resp. 450 Bänden.
Seit 1904 besteht an der Gallusstrasse in der Altstadt St. Gallens ein Hotel mit dem Namen Vadian.
Die Ersparnisanstalt der Stadt St. Gallen wurde Ende 2006 nach 196-jährigem Bestehen in Vadian Bank AG umbenannt. Sie war eine der ältesten Banken der Schweiz und gehörte seit ihrer Gründung der Ortsbürgergemeinde St. Gallen. Sie wurde 2014 von der St. Galler Kantonalbank übernommen und zum 1. Juli 2015 in diese integriert.
Die St. Galler Brauerei Schützengarten hat ein Bier der Sorte Pale Ale nach Vadian benannt.

## Werke (Auswahl)
- De poetica et carminis ratione liber. Wien 1518.
- Die Große Chronik der Äbte des Klosters St. Gallen. St. Gallen 1529.
- Die Kleinere Chronik der Äbte. Abtei und Stadt St. Gallen von den Anfängen bis zum Beginn der Neuzeit aus reformatorischer Sicht. In: Johannes Stumpf: Schweizer Chronik. Zürich 1548.

### Ausgaben
- Peter Schäffer (Hrsg.): Joachim Vadianus: De poetica et carminis ratione (= Humanistische Bibliothek. Reihe II: Texte. Bd. 21, I–III). Wilhelm Fink, München 1973–1977, Bd. 1 ohne ISBN, Bd. 2 ISBN 3-7705-1119-0, Bd. 3 ISBN 3-7705-1120-4 (kritische Ausgabe mit Übersetzung und Kommentar).
- Von Zustand und Wesen der Zeiten … Der fromme Einsiedler Sankt Gallus. Der Thurgau. Die Stadt St. Gallen. Der Bodensee. Vom Ursprung des Mönchsstandes. Sprachlich restaurierte und für heutige Leser gekürzte geographische und historische Texte Vadians. In: Sankt Gallus. Geschichte – Legende – Interpretation (= Geistiges Erbe Schweiz. Band 4). Bär, Niederuzwil 2012, ISBN 978-3-9523212-7-0.
- Bernhard Stettler (Hrsg.): Joachim von Watt (Vadian): Die Grössere Chronik der Äbte. Abtei und Stadt St. Gallen im Hoch- und Spätmittelalter (1199–1949) aus reformatorischer Sicht (= St. Galler Kultur und Geschichte. Band 36). Chronos, Zürich 2010, ISBN 978-3-0340-0980-5.
- Bernhard Stettler (Hrsg.): Joachim von Watt (Vadian): Die Kleinere Chronik der Äbte. Abtei und Stadt St. Gallen von den Anfängen bis zum Beginn der Neuzeit aus reformatorischer Sicht (= St. Galler Kultur und Geschichte. Band 37). Chronos, Zürich 2013, ISBN 978-3-0340-1124-2.

## Belege
1. ↑  Rudolf Gamper: Joachim Vadian, 1483/84–1551, Humanist, Arzt, Reformator, Politiker. Mit Beiträgen von Rezia Krauer und Clemens Müller. Chronos Verlag, Zürich 2017, ISBN 978-3-0340-1405-2, S. 323–324.
2. ↑  Dargelegt bei Franz Graf-Stuhlhofer: Vadian als Lehrer am Wiener Poetenkolleg. In: Zwingliana. Beiträge zur Geschichte Zwinglis, der Reformation und des Protestantismus in der Schweiz, 26 (1999) 93–98, sowie bei dems.: Humanismus zwischen Hof und Universität. Georg Tannstetter (Collimitius) und sein wissenschaftliches Umfeld im Wien des frühen 16. Jahrhunderts. Wien 1996, S. 60f.
3. ↑  Christian Sieber: Joachim Vadian. In: Historisches Lexikon der Schweiz.
4. ↑  Marianne und Frank Jehle: Kleine St. Galler Reformationsgeschichte. Hrsg. vom Evangelisch-reformierten Kirchenrat des Kantons St. Gallen. Zollikofer, St. Gallen 1977, ISBN 3-85993-012-5, 4. Kapitel.
5. ↑  Thomas Maissen: Humanist, Reformator, Bürgermeister, Patriot. Zum 450. Todestag Vadians (Joachim von Watts). In: Neue Zürcher Zeitung, 6. April 2001.
6. ↑  SDA: Vadian ist zurück in der Stadt. In: St. Galler Tagblatt, 7. Juli 2014.
7. ↑  Christian Sieber: Joachim Vadian. In: Historisches Lexikon der Schweiz.
8. ↑  Website Hotel Vadian

| Personendaten    | Personendaten                                                                         |
| ---------------- | ------------------------------------------------------------------------------------- |
| NAME             | Vadian, Joachim                                                                       |
| ALTERNATIVNAMEN  | Watt, Joachim von; Vadianus, Joachim; Vadian                                          |
| KURZBESCHREIBUNG | Schweizer Humanist, Mediziner, Gelehrter, Reformator und Bürgermeister von St. Gallen |
| GEBURTSDATUM     | 29. November 1484                                                                     |
| GEBURTSORT       | St. Gallen                                                                            |
| STERBEDATUM      | 6. April 1551                                                                         |
| STERBEORT        | St. Gallen                                                                            |